# Equipo de Copa Billie Jean King de México
El Equipo de Copa Billie Jean King de México es el equipo representativo de México en la máxima competición internacional a nivel de naciones del tenis femenino. Su organización está a cargo de la  Federación Mexicana de Tenis.

## Historia
La mejor actuación de México en la Billie Jean King Cup fue alcanzar los últimos 16 en 5 ocasiones antes de que el nuevo formato se introdujera en 1995. Su primera aparición en la competición fue en 1964. Terminó subcampeón en el Grupo I Américas en 1995.